# 1,1-Дифтор-1-хлорэтан
1,1-Дифтор-1-хлорэтан — фторорганическое соединение, фторуглеводород этанового ряда. Имеет озоноразрушающий потенциал ODP = 0,065. Торговая марка (СССР, РФ) — хладон 142в.

## Свойства

### Физические свойства
Бесцветный горючий газ со слабым запахом. Воспламенение имеет замедленный характер и не переходит во взрыв. При взаимодействии с водой и воздухом вредных веществ не образует. При температуре выше 400 °С разлагается с образованием токсичных веществ.

### Химические свойства
Пиролиз дифторхлорэтана при температуре 870 °С является промышленным способом получения винилиденфторида, основы для получения фторопластов.
CH3CF2Cl → CH2=CF2 + HCl

## Получение
Известны несколько способов получения 1,1-дифтор-1-хлорэтана из источника — 1,1-дифторэтана:
- хлорирование источника, с инициированием процесса активным светом в четырёххлористом углероде или в присутствии воды (применение ограничено сложностью процесса хлорирования в фотохимических реакторах и необходимостью мощных источников активного света);
- термическое хлорирование источника в газовой фазе при температуре 295—304 ³C в присутствии инициатора — окиси азота или фтора (максимальный выход целевого продукта 86,4 %, степень конверсии источника до 35 %)
- газофазное хлорирование источника при повышенной температуре (100—200 °С) в присутствии разбавителя (аргон и четырёххлористый углерод) и инициатора (фтора), с последующим выделением целевого продукта из реакционных газов (выход целевого продукта 92,5—96 %, конверсия источника 57—65 %); способ опасен: смесь 1,1-дифторэтана с хлором взрывоопасна.

## Применение
Хладон-142в является хладагентом в кондиционерах, используется как рабочее вещество в тепловых насосах, в качестве растворителя и порообразователя при получении пенопластов, сырья для фторорганического синтеза.

## Производство
В России, согласно данным Росстата, производится от 800 до 2000 тонн дифторхлорэтана:
| 2000      | 2001      | 2002       | 2003       | 2004       | 2005       | 2006       | 2007       | 2008      |
| --------- | --------- | ---------- | ---------- | ---------- | ---------- | ---------- | ---------- | --------- |
| около 700 | около 800 | около 1050 | около 1450 | около 1600 | около 1950 | около 1500 | около 1000 | около 800 |